# Yamoussoukro
Vous lisez un « bon article » labellisé en 2008.
 (décembre 2019).
Yamoussoukro[réf. nécessaire] (prononcé localement /jam.so.kʁo/[réf. nécessaire]), familièrement « Yakro », est la capitale politique de la Côte d'Ivoire depuis mars 1983, et le village natal du président Félix Houphouët-Boigny. C'est la seule ville de la Côte d'Ivoire à avoir bénéficié d'un plan d'urbanisme personnalisé, ce qui la différencie des autres. Son aménagement extensif se distingue par ses larges avenues, souvent bordées de rangées d'arbres parfois doubles, de bas-côtés amples et parfois engazonnés et plantés d'arbustes ornementaux, et par ses nombreux espaces boisés d'essences variées, véritables « forêts urbaines ».
La plupart des institutions politiques et administratives nationales siègent toujours à Abidjan, capitale économique du pays et ancienne capitale officielle. Yamoussoukro est ainsi une ville à la fois trop grande, trop monumentale et quelque peu délaissée ; dans laquelle règne une « atmosphère de capitale fantôme ».
Yamoussoukro compte  372 559 habitants en 2021. Elle est la sixième ville la plus peuplée de Côte d'Ivoire après Abidjan, Bouaké, Korhogo, Daloa et San-Pedro.

## Géographie

### Toponymie
Le village de N'Gokro a été rebaptisé Yamoussoukro en hommage à Yamousso, reine baoulé, le suffixe kro signifiant « village » en langue baoulé.

### Situation
Yamoussoukro se situe au centre du pays dans la Région des Lacs, à 248 km d'Abidjan. Elle est située dans un relief plat, recouvert d'une savane arborée et traversée par des cours d'eau dont la Marahoué et le N'Zi, deux affluents du Bandama.
Le district de Yamoussoukro, situé entre 6 °15 et 7 °35 de latitude nord et 4 °40 et 5 °40 de longitude ouest, fait partie de la grande Région des lacs.

### Climat
Yamoussoukro est soumise à un climat équatorial comportant quatre saisons,,.
- Longue saison sèche de mi-novembre à mi-mars, caractérisée par la présence, en décembre et janvier, de l'harmattan, un vent sec et puissant venu du Sahara, qui abaisse considérablement l'humidité.
- Longue saison des pluies, de mi-mars à mi-juillet
- Courte saison sèche de mi-juillet à mi-septembre
- Courte saison des pluies, de mi-septembre à mi-octobre

En saison des pluies, il peut pleuvoir sans discontinuer pendant plusieurs jours consécutifs ou alors pleuvoir intensément pendant une heure, période à laquelle succède un très fort ensoleillement.
Les moyennes des quantités de pluie varient de 900 à 1 100 mm par an avec une répartition spatiale très variable dans l’année et d’une année à l’autre. La température moyenne de la région est d’environ 26 °C. L’humidité relative varie entre 75 et 85 % avec des chutes à 40 % en période d’harmattan et se situe entre 80 et 85 % en période pluvieuse.
| Mois                                | jan. | fév. | mars | avril | mai | juin | jui. | août | sep. | oct. | nov. | déc. |
| ----------------------------------- | ---- | ---- | ---- | ----- | --- | ---- | ---- | ---- | ---- | ---- | ---- | ---- |
| Température minimale moyenne (°C)   | 18   | 20   | 21   | 22    | 21  | 20   | 20   | 20   | 20   | 20   | 19   | 18   |
| Température moyenne (°C)            | 26   | 28   | 28   | 28    | 27  | 26   | 25   | 25   | 25   | 26   | 26   | 25   |
| Température maximale moyenne (°C)   | 34   | 36   | 35   | 34    | 33  | 31   | 30   | 30   | 30   | 31   | 32   | 32   |
| Nombre de jours avec précipitations | 0    | 0    | 2    | 2     | 1   | 3    | 3    | 3    | 3    | 2    | 0    | 0    |

Le climat de la région de Yamoussoukro est de type Aw dans la Classification de Köppen.

## Histoire

### Préhistoire

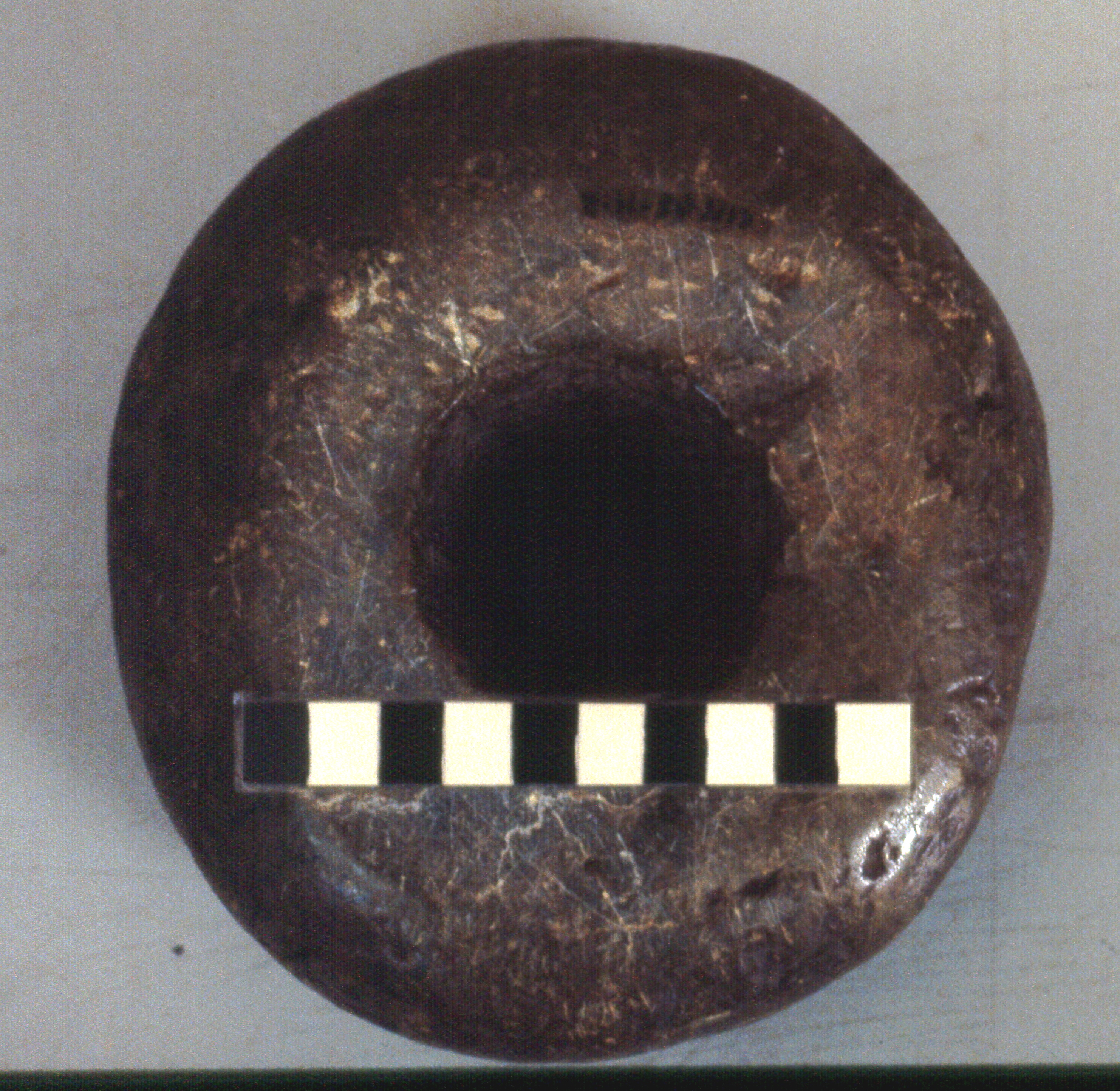
Pierre polie de l'ère préhistorique trouvée en Côte d'Ivoire
Échelle en centimètres. Photo prise au musée de l'IFAN, à Dakar, au Sénégal.

Les nombreux outils de pierre trouvés dans le pays, notamment dans le nord et le centre, et datant du Paléolithique, il y a plusieurs centaines de milliers d'années, attestent que la Côte d'Ivoire a été occupée depuis au moins cette époque.
Au Néolithique, le Sahara amorce sa désertification. Devant l'assèchement progressif de leurs terres arables et de leurs pâturages, les Africains du Nord sont descendus vers le sud pour y retrouver de meilleures conditions climatiques, en particulier un taux d'hygrométrie plus élevé, leur permettant de continuer à s'adonner à l'élevage ou à la culture. Cette migration vers le sud a bouleversé la géographie humaine des pays subsahariens, où des peuples très anciens vivaient déjà et durent se replier pour laisser la place aux nouveaux arrivants. Parmi ces peuples, il y avait les Pygmées, réfugiés aujourd'hui dans la grande forêt d'Afrique centrale et dont l'implantation aux temps préhistoriques était déjà signalée par les Égyptiens et l'historien grec Hérodote jusque dans la haute vallée du Nil.

### Histoire précoloniale
Jusqu'au XVe siècle, on ne connaît pas de témoignage écrit du peuplement de la Côte d'Ivoire, contrairement aux royaumes situés plus au nord. Les spécialistes estiment toutefois que le peuplement baoulé de la région de Yamoussoukro, comme celui de la région de Bouaké, plus au nord, résulte de l'épopée, au XVIIIe siècle, de la Reine Pokou et de sa sœur Akwa Boni dans leur migration, à travers la savane, à partir du Ghana. Cette épopée est essentiellement racontée de génération en génération jusqu’à nos jours par les griots, dont c'est l'essentiel de la fonction sociale dans les sociétés africaines.

### Histoire coloniale
La Côte d'Ivoire n'a été réellement colonisée que tardivement, au regard des autres États de l'Afrique de l'Ouest. Jusqu'aux expéditions de Louis-Gustave Binger, Marchand (1887-1899), la zone forestière du centre était inconnue.
En 1901, la reine Yamousso, nièce de Kouassi N'Go, dirigeait le village de N'Gokro au moment de la colonisation française. Le village comptait alors 475 habitants, et on dénombrait aux alentours 129 villages de peuplement Akouè.
Des relations diplomatiques et commerciales s'établirent mais, en 1909, à l'appel du chef du village de Djamlabo, les Akouès se révoltèrent contre l'administration coloniale française. Le poste de Bonzi, à sept kilomètres de Yamoussoukro sur la route de Bouaflé, fut incendié et l'administrateur, Simon Maurice, ne dut la vie qu'à l'intervention de Kouassi N'Go. Celui-ci reçut l'administrateur chez sa tante Yamoussou, grand-tante de Félix Houphouët-Boigny, par la suite fondateur de la République de Côte d'Ivoire, et persuada ensuite les Akouès de ne pas faire une guerre qui n'aurait pu tourner qu'à un désastre. La situation redevenue normale, l'administrateur Simon Maurice,,, jugeant que Bonzi était devenu peu sûr, décida de transférer le poste militaire français à N'Gokro, rebaptisé Yamoussoukro en hommage à Yamoussou, où l'administration française construisit par la suite une pyramide à la mémoire de Kouassi N'Go, chef des Akouès.
En 1919, le poste civil de Yamoussoukro fut supprimé, puis Félix Houphouët-Boigny devint chef de village en 1939. Une longue période s'écoula où Yamoussoukro, petite ville tournée vers l'agriculture, resta dans l'ombre, jusqu'à l'après-guerre où elle vit la création du Syndicat Agricole Africain qui donnera naissance ultérieurement au PDCI-RDA, et les premières conférences de son créateur, Félix Houphouët-Boigny, mais c'est seulement à partir de l'indépendance du pays, en 1960, qu'Yamoussoukro prit son véritable essor.

### Nouvelle capitale
Dès 1964, le président pouvait montrer des plans ambitieux et faire commencer à construire. En 1965, eut lieu une journée, appelée plus tard la grande leçon de Yamoussoukro, où l'on fit visiter les plantations aux cadres de la nation, aux invités, les conviant à transposer au niveau de leurs propres villages les efforts et réalisations agricoles menées à bien jusqu'ici. Et le 21 juillet 1977, Félix Houphouët-Boigny offrait ses plantations à l'État.
En mars 1983, Yamoussoukro devint la capitale politique et administrative de la Côte d'Ivoire, succédant ainsi, en un siècle, à Grand-Bassam (1893-1900), Bingerville (1900-1933) et Abidjan (1933-1983). Outre sa position centrale au sein du territoire de la Côte d'Ivoire, une des justifications données à ce moment-là par le président de la République Félix Houphouët-Boigny, qui en avait pris la décision, était que les trois capitales antérieures résultaient d'un choix exclusif du seul colonisateur et que la désignation de Yamoussoukro comme nouvelle capitale devenait ainsi un choix purement national.
En 1994, Yamoussoukro accueillit les funérailles de Félix Houphouët-Boigny, Président-fondateur de la République de Côte d'Ivoire, auxquelles assistèrent 27 chefs d'État et représentants de 120 autres pays. Le nombre total d'invités s'élevait à 7 000 et le coût de la manifestation fut estimé à environ 630 millions de francs CFA. Ces funérailles seront aussi l'occasion de la réunion d'un sommet des chefs d'État de la zone franc, dont François Mitterrand et le premier ministre Édouard Balladur représentant la France, pour traiter particulièrement des conséquences de la dévaluation du Franc CFA,,.
La majeure partie des activités économiques demeure toujours à Abidjan, mais l'ancien président, Laurent Gbagbo, élu en 2000, prit la décision de rendre effectif le projet de faire de Yamoussoukro la capitale politique de la Côte d'Ivoire, malgré les événements qui, depuis 2002, paralysaient le pays,. Cette décision fait l'objet d'un consensus de la part des responsables politiques du pays.
En attendant, la ville cherche à s'affirmer comme une ville des sommets et des rencontres en s'appuyant sur les infrastructures héritées de la politique houphouëtiste. Le 10 juin 2008, Yamoussoukro accueillit ainsi le 12e sommet du « Groupe des 77 plus la Chine ». Les séances plénières eurent lieu à la grande salle des congrès de la Fondation Félix Houphouët-Boigny. L'hôtel des Députés et l'hôtel Président logèrent toutes les délégations.

### Crise politico-militaire (2002-2011)
Après les évènements de 2002, Yamoussoukro est devenue la plus septentrionale des villes restées en zone gouvernementale. Les autres villes plus au nord, dont Bouaké qui est devenue la capitale de la rébellion, ont été placées de facto sous l'administration du MPCI puis des Forces nouvelles de Côte d'Ivoire.
À partir de 2003, à la suite des accords de Marcoussis, Yamoussoukro est devenue la tête de pont de la Zone de confiance, désormais remplacée par la Ligne verte, en application de l'accord de Ouagadougou. La ville a abrité, à ce titre, d'importants contingents des forces de l'ONUCI et de la Force Licorne, ici dénommées les « Forces impartiales »,. La ville est également devenue un bastion essentiel des forces armées nationales de Côte d’Ivoire.

#### OpérationDignité
Le 6 novembre 2004, c'est de l'aéroport de Yamoussoukro que décollèrent les deux Soukhoï Su-25, pilotés par des mercenaires biélorusses et des Ivoiriens qui bombardèrent, selon des officiels français, une position française à Bouaké, située au lycée Descartes, dans le cadre de l'« opération Dignité », parfois aussi appelée « opération César », qui visait à la reconquête du nord, par l'armée ivoirienne, les FANCI, et qui se traduisit par neuf morts et 37 blessés parmi les soldats français basés au lycée Descartes de Bouaké, et la mort d'un civil américain membre d'une ONG. Bien que la responsabilité de la prise de décision de ce bombardement ne soit pas clairement établie, les forces françaises ripostèrent en détruisant les deux Soukhoï sur la base de Yamoussoukro, quinze minutes après l'attaque, et en procédant également à la destruction de tous les moyens militaires aériens ivoiriens,. Cet événement servit à déclencher des troubles qui s'ensuivirent à Abidjan durant le mois de novembre, avec en particulier des « affrontements » entre les Jeunes Patriotes et l'armée française, et conduisirent à la mort de 67 civils ivoiriens et au départ précipité de 9 000 Européens,,.

## Administration
Autrefois, avant l'indépendance du pays en 1960, la ville était placée sous l'autorité d'un administrateur des colonies, le « commandant de cercle ». Placée sous l'autorité du gouverneur, ce fonctionnaire administrait une région du pays, appelée « Cercle », en particulier en appliquant le code de l'indigénat en vigueur dans tout l'Empire colonial français jusqu'à son abrogation en 1945 grace notamment à l'action du sénégalais Amadou Lamine-Guèye. Le gouverneur était placé sous l'autorité du gouverneur général, lui-même dépendant du Ministre des colonies,,,.

### Administration étatique
Yamoussoukro est chef-lieu de sous-préfecture et chef-lieu de département. Il s'agit d'une entité administrative à la fois décentralisée et déconcentrée.
La sous-préfecture (circonscription administrative déconcentrée) est administrée pour certaines matières par le sous-préfet, agissant par délégation, pour le préfet. Celui-ci administre quant à lui, le département. Le Préfet, représentant l'État au sein de la circonscription placée sous son autorité, assure la tutelle des collectivités territoriales, en leur apportant assistance et conseil, mais également en procédant à un contrôle tant sur leurs actes que sur leurs organes.

### Administration locale

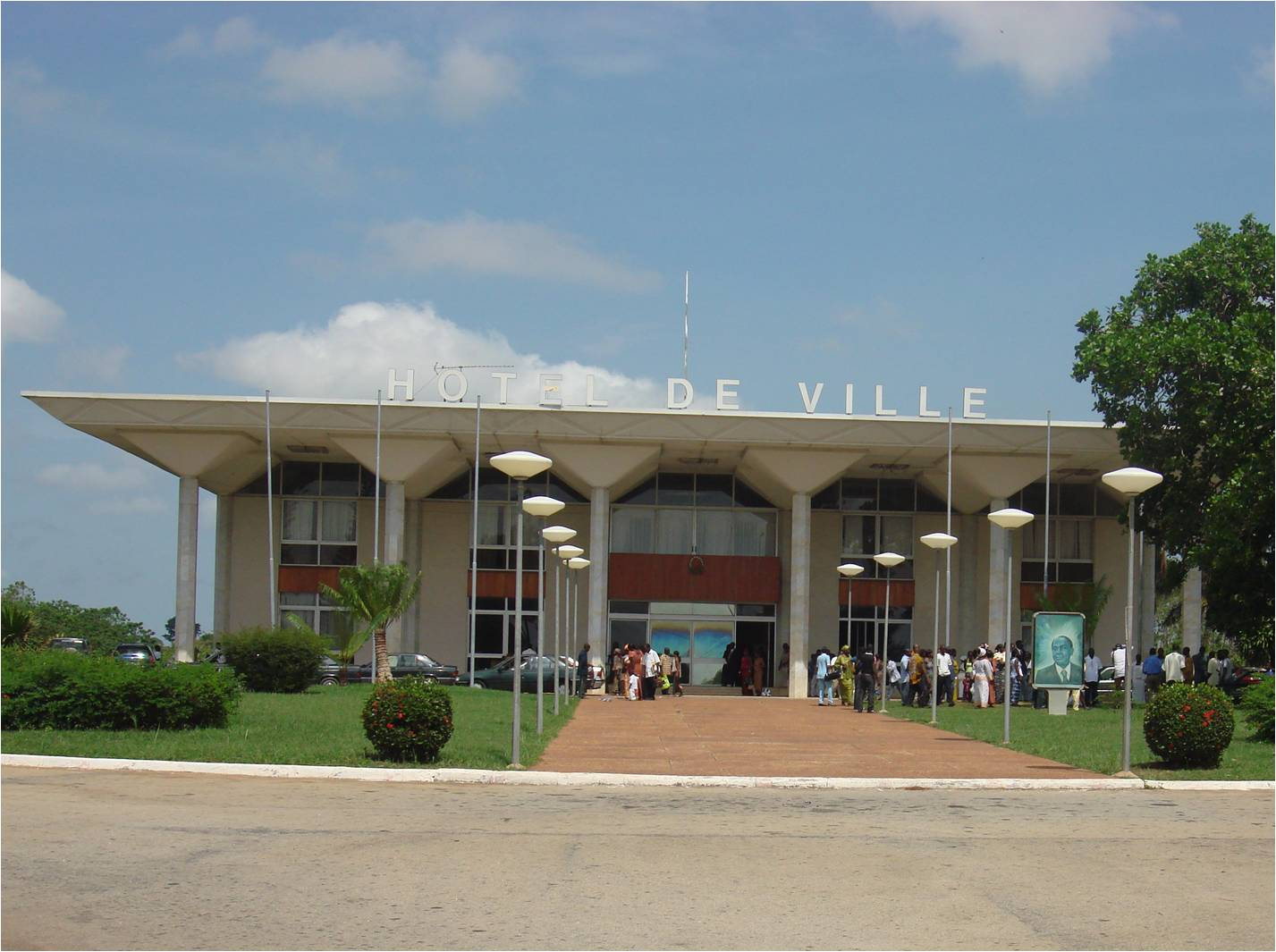
L'Hôtel de ville.

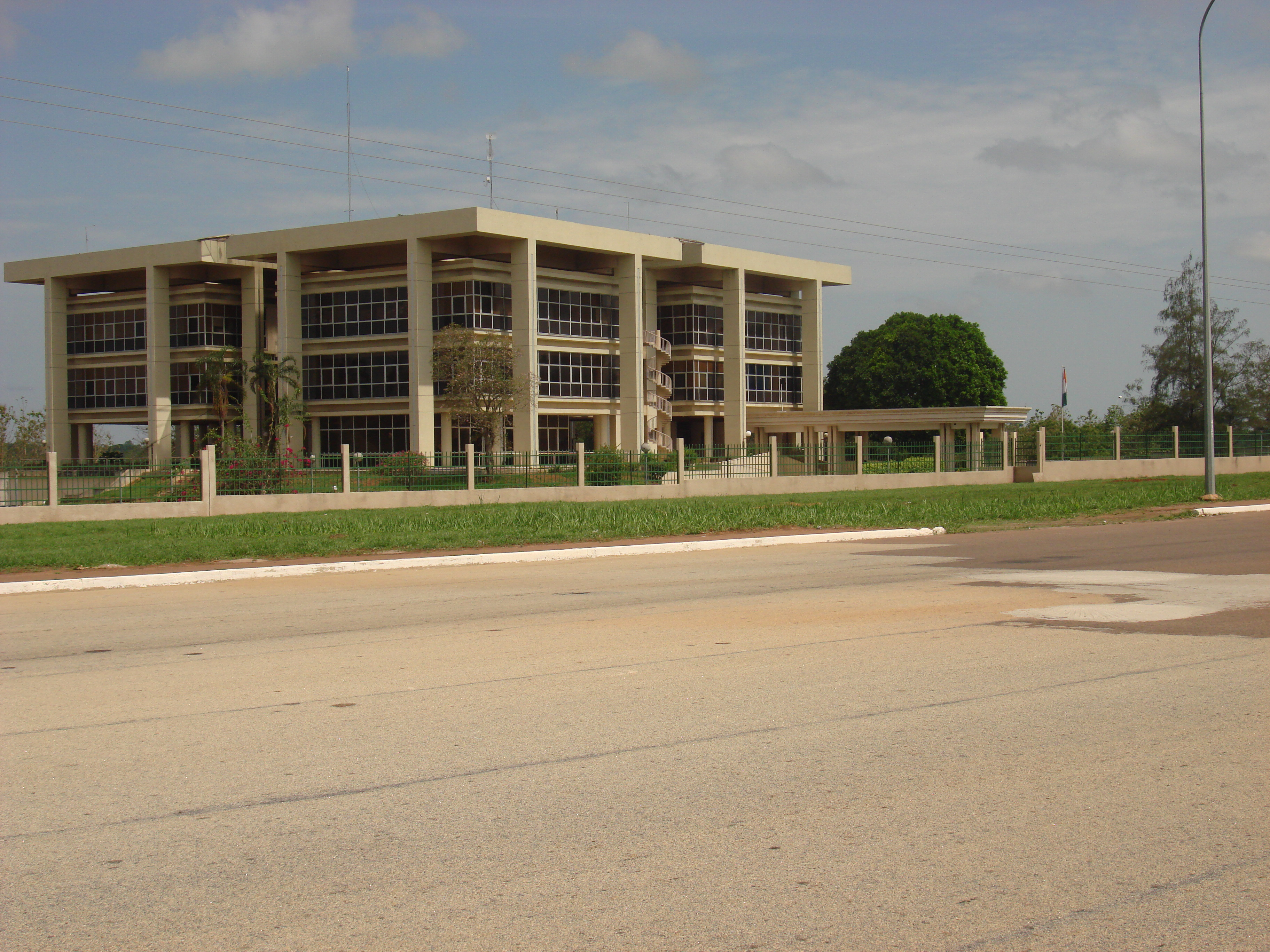
Préfecture de Yamoussoukro.

Une loi de 1978 a institué 27 communes de plein exercice sur le territoire du pays. Au nombre de celles-ci figure Yamoussoukro.
La commune, collectivité territoriale, est administrée par un conseil municipal présidé par le maire. Le département, collectivité territoriale également, est administré par un conseil général conduit par son président.
La ville est membre de l'Union des villes et communes de Côte d'Ivoire, de l'Union des villes africaines et de l'Association internationale des maires francophones dont le président actuel est Anne Hidalgo. Outre la ville, la commune de Yamoussoukro comporte 23 villages : Seman, Kpoussoussou, Ndakonankro, Logbakro, Nanan, Akpessekro, Abouakoussikro, Sahabo, Bossi, Kami, Ngbessou, Bezro, Ngattakro, Aboukro, Kpangbassou, Dougoukouadiokro, Soubiakro, Zatta, Zambakro, Djahkro, Fondi, Gourominankro, Duokro.
Comme dans la plupart des villes et villages africains, une organisation traditionnelle, dite coutumière, coexiste avec celle de l'État. Il existe ainsi traditionnellement un « Conseil des Anciens », dirigé par un « Chef de village »,.

#### Chefs de village
- Kouassi N'Go, chef de village, 1909-1910
- Gbro Diby, régent (Dia Houphouët étant trop jeune pour régner), 1910-1932
- Augustin Houphouët, chef de village (dû au désistement de Dia Houphouët), 1932-1939
- Félix Houphouët-Boigny, chef de village, 1939-1945
- Yao Kouassi Simon, chef de village, fils de Kouassi N'Go, en 1978[29].
- Nana Yablé Kouadja II (qui assurait également l'intérim de la chefferie du canton Akoué), 2008[30].
- Augustin Thiam, intronisé sous le nom de Nanan Augustin Boigny-N'Dri III, 2011[31].

#### Maires
Une loi de 1978 a institué 27 communes de plein exercice sur le territoire du pays.
| Date d'élection | Identité                 | Parti    | Qualité         | Statut |
| --------------- | ------------------------ | -------- | --------------- | ------ |
| 1980            | Konan Kouakou Martin     | PDCI-RDA | Homme politique | élu    |
| 1985            | Jean Konan Banny         | PDCI-RDA | Homme politique | élu    |
| 1990            | Jean Konan Banny         | PDCI-RDA | Homme politique | élu    |
| 1995            | Konan Fernand            | PDCI-RDA | Homme politique | élu    |
| 2001            | Gnrangbé Kouacou Kouadio | PDCI-RDA | Homme politique | élu    |

### Département
Administrativement, Yamoussoukro est située dans la Région des Lacs qui regroupe également les départements de Toumodi, Tiébissou et Didiévi.
Le département de Yamoussoukro rassemble quatre sous-préfectures : Attiégouakro, kossou, Tie Ndiékro, Lolobo.Yamoussoukro. Sa superficie totale est d’environ 3 500 km2 pour 300 000 habitants soit une densité de 86 hab./km2, supérieure à la moyenne nationale qui est estimée à 50 hab./km2. Il est limité au nord par les départements de Tiébissou et de Bouaké, à l’est par les départements de Dimbokro et de Bocanda, à l’ouest par les départements de Bouaflé et de Sinfra et au sud par le département de Toumodi.
Le District de Yamoussoukro, créé par la loi no 2002-44 du 21 janvier 2002, est une collectivité territoriale qui recouvre le territoire du département actuel de Yamoussoukro. Il est administré par un gouverneur, nommé par le chef de l'État. Le gouverneur actuel du discrict de Yamoussoukro est Augustin Thiam.

### Services parapublics
Les services parapublics sont constitués par la Compagnie ivoirienne d'électricité (anciennement EECI), la Poste de Côte d'Ivoire, la Société de distribution d'eau de la Côte d'Ivoire (SODECI), et l’Agence nationale d’appui au développement rural (ANADER).

## Représentation politique
L'Assemblée nationale de Côte d'Ivoire compte 223 députés élus pour cinq ans.
| Circonscription | Identité                     | Parti    | Qualité         | Statut |
| --------------- | ---------------------------- | -------- | --------------- | ------ |
| 2001            | BAUDOUA Kouadio Koffi Didier | PDCI-RDA | Homme politique | élu    |
| 2011            | Abdoulaye TRAORE             | RDR      | Homme politique | élu    |
| 2016            | Kouassi Kouamé Patrice       | PDCI-RDA | Homme politique | élu    |
| depuis 2022     | Souleymane Diarrassouba      | RHDP     | Homme politique | élu    |

Le mandat de l’Assemblée nationale élue en 2001 s'achevait le 16 décembre 2005. Mais, en raison de la crise politico-militaire de 2002, les élections législatives n'ont pas eu lieu et l’Assemblée nationale en place est demeurée en fonction et a conservé ses pouvoirs.

## Société

### Démographie

Démographie de Yamoussoukro.

En Côte d'Ivoire, le taux de fécondité est de 4,5 enfants par femme. 40,8 % de la population a moins de quatorze ans, 56,4 % a entre 14 et 64 ans et 2,8 % a plus de 64 ans. L’espérance de vie moyenne est de 47,7 ans.
La population de Yamoussoukro est constituée d'autochtones Baoulés avec leurs nombreux sous-groupes. Il s'agit d'un peuplement récent puisque les spécialistes considèrent qu'avant 1730 les Baoulés en tant que tels n'existaient pas. C'est localement le cas dans la région de Yamoussoukro, les populations allogènes venant principalement du Burkina Faso et du Mali, particulièrement pour travailler dans les plantations et dans le secteur du commerce informel.
| 1975   | 1988    | 1998    | 2010    | 2021    |
| ------ | ------- | ------- | ------- | ------- |
| 37 253 | 110 013 | 155 803 | 259 373 | 340 234 |

Avec une population urbaine d’environ 275 000 habitants, le taux d’urbanisation du district de Yamoussoukro est de l’ordre de 55 % contre 45 % de population vivant en milieu rural. Le taux d’accroissement annuel observé sur la période de 1988 à 1998 est de 2,6 %.
Comme partout en Afrique, la population autochtone était animiste, mais si ces traditions subsistent (bois sacré, fétiches, etc.), elles cohabitent avec les religions monothéistes importées par les colonisateurs de l'Afrique de l'Ouest, le catholicisme et l'islam.

### Langues
La langue traditionnelle de la ville est le Baoulé. Depuis l'indépendance, la langue officielle à Yamoussoukro et dans toute la Côte d'Ivoire est le français. La langue véhiculaire, parlée et comprise par la majeure partie de la population, est le dioula. De surcroît, la ville accueillant de nombreux Ivoiriens issus de toutes les régions du pays, toutes les langues vernaculaires du pays, environ une soixantaine, y sont pratiquées : l'attié, l'agni, le sénoufo, le bété, etc.

### Éducation
En Côte d'Ivoire, le taux de scolarisation est de 74 % et l'accès à l'enseignement secondaire est limité par un concours d'entrée en sixième à l'issue duquel 1/3 des élèves est admis à poursuivre ses études.
Le département compte 86 écoles primaires, neuf établissements secondaires, un établissement secondaire technique et un établissement d'enseignement supérieur.

#### Enseignement supérieur
L'Institut national polytechnique Félix Houphouët-Boigny a été fondé en 1996. Il a fait l'objet, de nombreuses années durant, d'un projet de coopération franco-ivoirien, abandonné en raison des événements de septembre 2002. Il comporte également un American corner qui est le plus vaste et le plus fourni parmi les dix espaces américains ouverts en Afrique depuis 2003 et qui constitue une unité documentaire spécialisée sur les États-Unis et fonctionne comme une fenêtre virtuelle ouverte sur l'Amérique et le reste du monde.
L’INP-HB a été créé par décret no 96-678 du 4 septembre 1996. Ce décret a permis la fusion de quatre grandes écoles de formation :
- l’Institut Agricole de Bouaké (IAB) ;
- l’École Nationale Supérieure d’Agronomie (ENSA), fondée en 1989;
- l’Institut National Supérieur de l’Enseignement Technique (INSET) fondé en 1979 ;
- l’École Nationale Supérieure des Travaux Publics (ENSTP).

La fusion et la restructuration de ses écoles en 1996 a donné six écoles qui sont : 
- l’École Supérieure d’Agronomie (ESA) ;
- l’École Supérieure d’Industrie (ESI) ;
- l’École Supérieure des Mines et Géologie (ESMG) ;
- l’École Supérieure des Travaux Publics (ESTP) ;
- l’École de Formation Continue et de Perfectionnement des Cadres (EFCPC) ;
- l’École Supérieure de Commerce et d’Administration des Entreprises (ESCAE).

#### Enseignement secondaire
La ville dispose d'un lycée français, le lycée français Saint-Exupéry.
Créé en 1962, le lycée anciennement appelé « lycée de Jeunes Filles » a été baptisé lycée Mamie-Adjoua en 1988 pour rendre hommage à une sœur de l'ancien président Félix Houphouët-Boigny. Son originalité est due à l'architecte Jean Léon qui a dessiné le complexe sportif et l'auditorium.
Elle dispose également du premier lycée d'excellence de la Côte d'Ivoire : le lycée scientifique de Yamoussoukro. Achevé en 1978, il a été construit pour accueillir 3 000 élèves. Il est composé d’un ensemble central réservé à l’administration, à la restauration et aux activités de loisirs (cinéma, bibliothèque, etc.), de dortoirs, de salles de classe et d’un ensemble sportif comportant piscine olympique, gymnase, tennis et autres terrains de jeux.

### Santé
Le département de Yamoussoukro compte un centre hospitalier régional, 37 centres de santé, un centre de santé scolaire et universitaire, un cabinet dentaire, une clinique et sept officines de pharmacie. Comme dans la plupart des villes en Afrique, l'hôpital ne fournit pas les médicaments. Il est nécessaire, avant de s'y rendre, d'acheter pansements, seringues, mercurochrome, etc. à la pharmacie. Les autorités de Côte d'Ivoire envisagent de construire un centre de cancérologie.
La lèpre sévit encore dans certains villages de la région ainsi que dans les départements de Danané, Man, Biankouma, Touba, Tingréla, Boundiali, Korhogo, Katiola, Dabakala et Béoumi. 856 nouveaux cas ont été dépistés en Côte d'Ivoire au cours de l'année 2007 et 1 367 malades sont actuellement en traitement, selon les autorités sanitaires du pays. Entre 1995 et 1999, 269 nouveaux cas de lèpre avaient été dépistés dans le district sanitaire de Yamoussoukro. De son côté, l'OMS estime à 500 000 le nombre de lépreux dans le monde et à plus d'un million le nombre de personnes présentant des invalidités dues à la lèpre. La polychimiothérapie qui associe trois médicaments est le seul traitement qui guérit véritablement la lèpre. Efficace et gratuit, il est disponible dans tous les centres de santé du pays,.

### Urbanisme et habitat

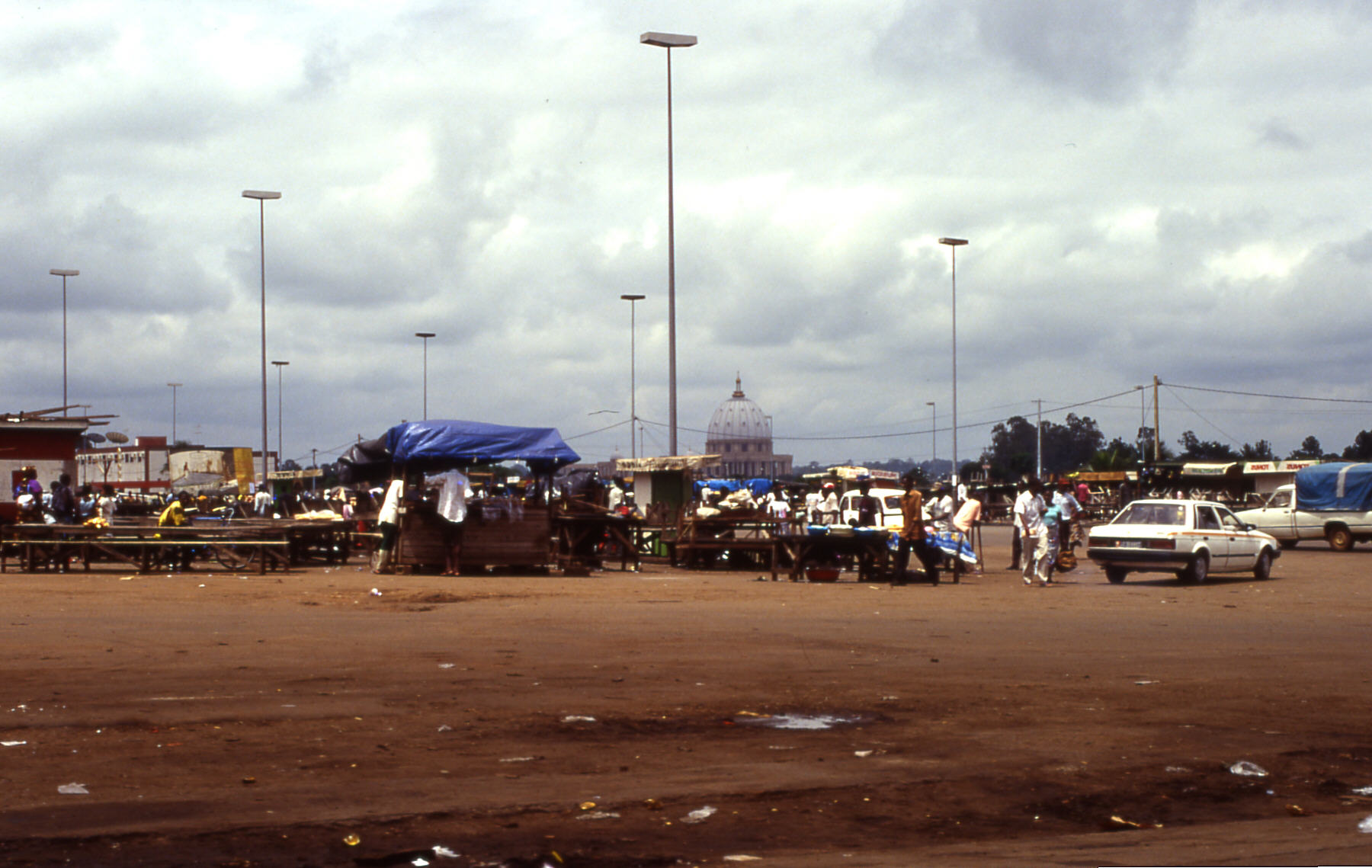
Yamoussoukro et la basilique Notre-Dame de la Paix vue de la gare routière.

La ville est organisée autour de l'axe principal qui conduit vers le nord du pays et autour duquel a été construite la gare routière, laquelle constitue un important et très animé lieu de vie de la ville. Elle comporte à la fois des maisons « en dur », construites en parpaings et recouvertes de toits en « tôle ondulée », et des quartiers organisés selon le système de la « cour » collective autour de laquelle sont construites plusieurs habitations en banco, ce qui respecte l'organisation habituelle et multi-séculaire des villages africains et qui sont disséminés dans une végétation luxuriante. Elle comporte également d'immenses boulevards, larges comme des autoroutes et éclairés en permanence, mais souvent désespérément vides, reliant des constructions plus modernes (i.e. construites après 1980) et dont certains se terminent brutalement dans la brousse.
La ville est divisée en plusieurs quartiers qui sont : Assabou, Habitat, Dioulakro, Kokrenou, Morofe, N'zuessy, 220 Logements, Énergie, Sopim, Belleville, Millionnaire, Nanan, Quartier Thérèse, Sinzibo, Cabinebo, Kpagbassou 1 et 2, Makora, Riviera, Mofaitai, 80 Logement

## Économie
La ville souffre notamment du chômage et d’un manque d’attractivité.

### Secteur primaire

#### Agriculture

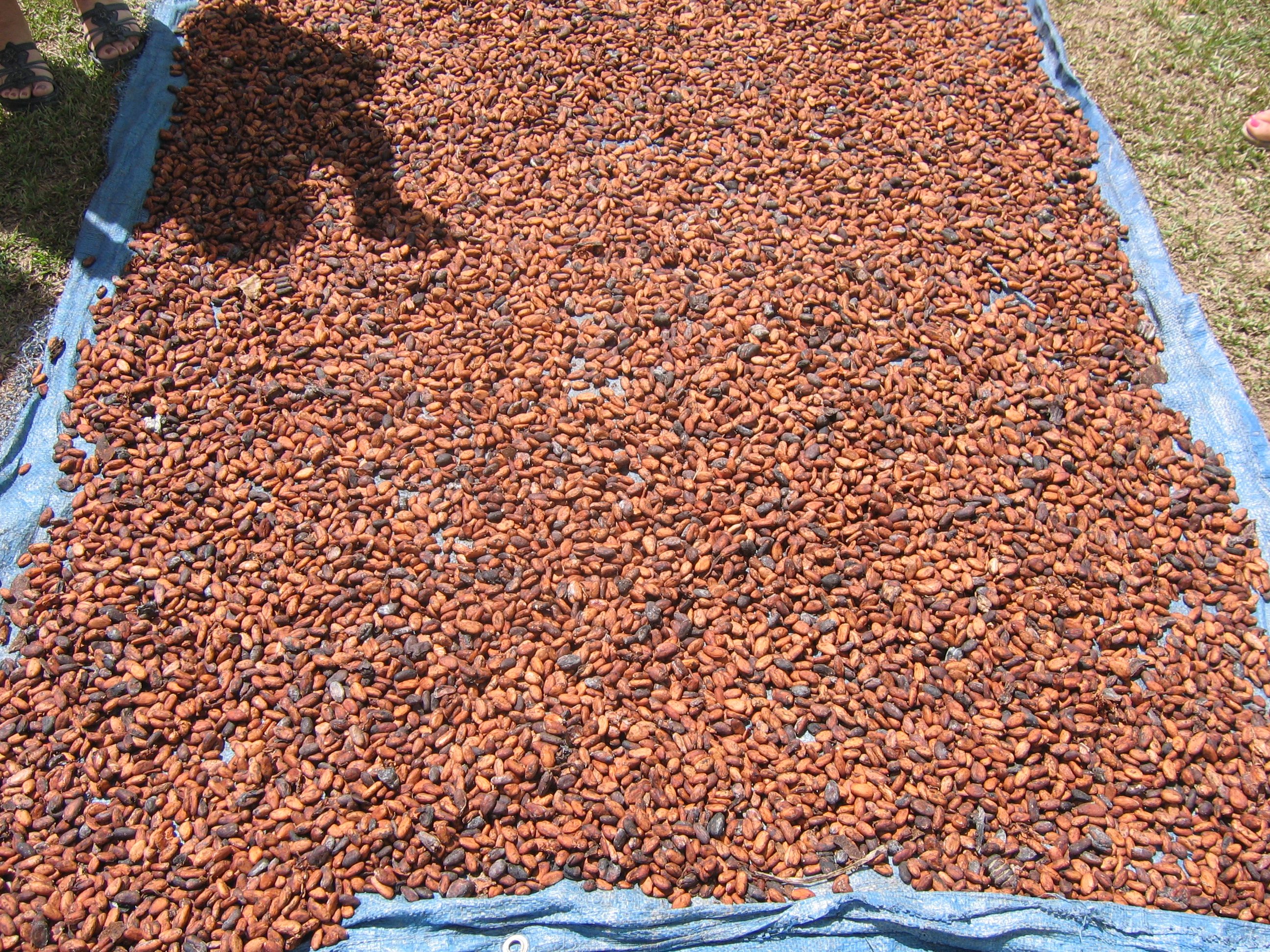
Fèves de Cacao.

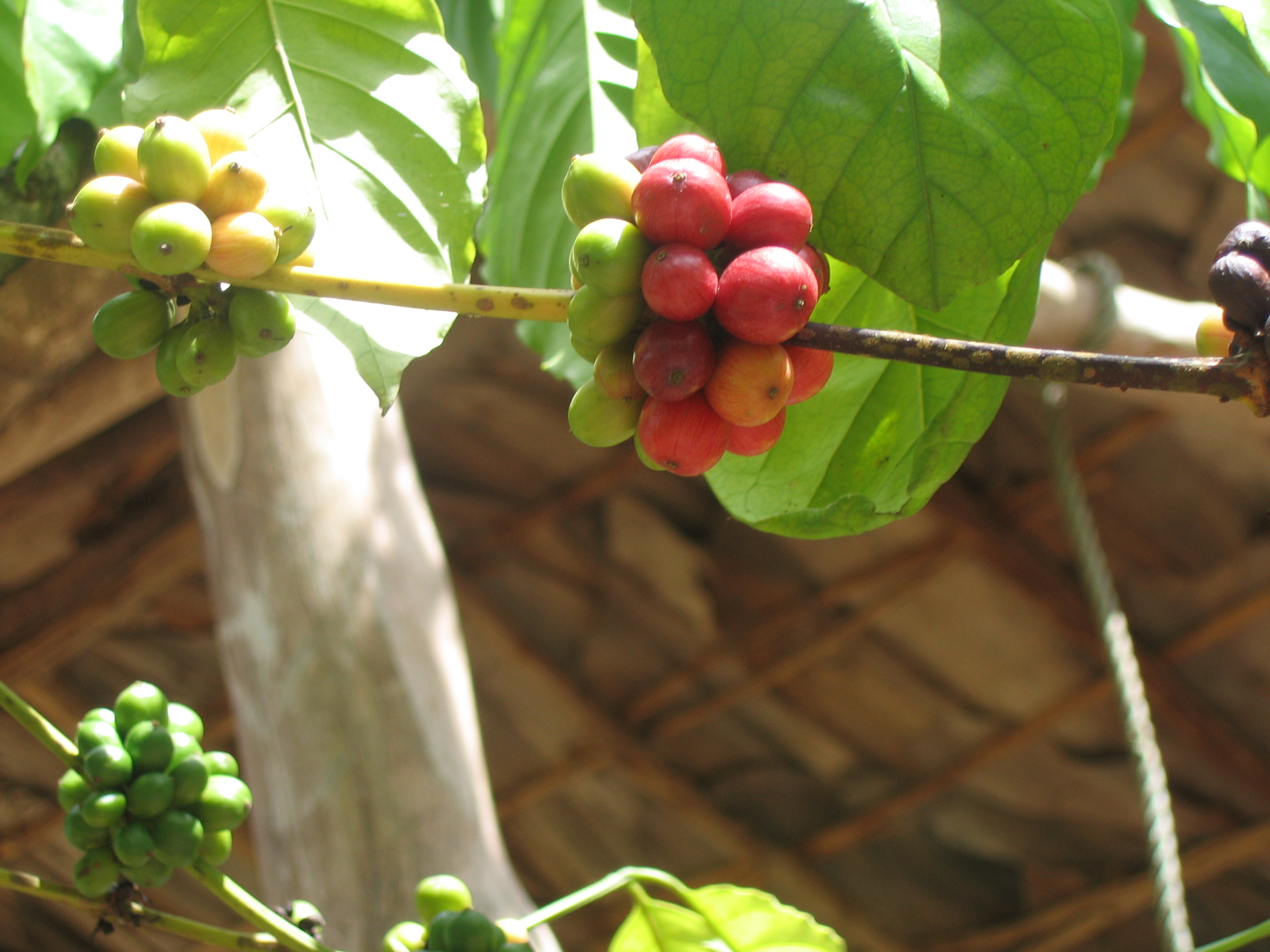
« Cerise » de Café.

En constituant la source principale de revenus pour la moitié des habitants, l’agriculture constitue l’activité économique la plus importante de la région.
La région comporte des plantations de cacaoyers, et de caféiers,,. 4 000 exploitants de café et 5 000 de cacao ont été recensés dans la région.
L'agriculture locale produit aussi des cultures vivrières : ignames (133 000 tonnes annuelles), des bananes plantains (52 000 tonnes annuellement), du manioc (7 500 tonnes annuellement), du maïs, du riz irrigué et du riz pluvial avec un rendement supérieur au précédent, et qui présente l'avantage appréciable de permettre deux récoltes annuelles. La superficie totale aménagée et rizicultrice en double culture annuelle est évaluée à 2 260 hectares. Le riz constitue l'aliment de base en Côte d'Ivoire mais le pays en est importateur à hauteur de 750 000 tonnes par an.
Yamoussoukro dispose également de cocoteraies dont une partie a été détruite pour bâtir la prestigieuse et gigantesque basilique Notre-Dame de la Paix. Sur le plateau se situe la plantation de manguiers de Kpangbassou,.
Différents programmes d'élevage ont permis d’atteindre en l’an 2000 les résultats suivants : 284 fermes d’élevage bovin avec un effectif de 25 000 têtes ; 389 fermes d’élevage ovin avec un effectifs de 17 000 têtes ; 72 élevages de caprins avec un effectif de 850 têtes ; 97 élevages améliorés de porcs avec un effectif de 4 220 têtes ; 44 fermes d’élevage de poulets de chair et 11 d’élevage de pondeuses ; 61 apiculteurs qui exploitent 800 ruches.

##### Plantations de Toumbokro
Les plantations de Toumbokro forment un verger planté de 1 500 ha de cacaoyers et de 527 ha de caféiers. Initialement, elles constituaient un ensemble de 150 ha qui appartenait à un colon. Elles seront rachetées par le jeune Félix Houphouët-Boigny, alors médecin, et agrandies pour atteindre la superficie d'aujourd'hui. Les employés disposent sur place de logements, d'une école, d'un dispensaire et d'un marché. Devenu président de la République lorsque le pays a accédé à l'indépendance, en 1960, Félix Houphouët-Boigny en a fait don à l'État de Côte d'Ivoire le 21 juillet 1977. Ces plantations d'État se classent à la troisième place mondiale pour la fabrication du cacao biologique, en termes de production annuelle.

##### Parc Guiglo
Le parc Guiglo est situé à proximité de la résidence privée de l'ancien Président de la République, au nord-est de la ville. Il s'agit d'une plantation de 150 ha de caféiers, cacaoyers, bananiers et de kolatiers créée en 1927 et entièrement clôturée. Elle a été baptisée Guiglo, en souvenir du passage du jeune médecin Félix Houphouët-Boigny dans la localité du même nom.

#### Pêche
Grâce à la retenue d'eau du barrage de Kossou qui couvre 1 750 km2, la pêche, qui était auparavant peu pratiquée en pays Baoulé, a connu, à partir de 1969, un considérable essor. On y pêche des carpes et des capitaines destinés pour l'essentiel à la consommation locale. Le plan d'eau est de 15 000 hectares et produit plus de 1 000 tonnes de poisson frais grâce à quatre cents pêcheurs. Les caractéristiques de plans d'eau des soixante lacs hydro-agricoles disséminés dans la région sont aussi favorables à la pêche. Ces lacs ont, par ailleurs, un rôle ornithologique.

#### Mines
Plusieurs indices d’or ont été découverts dans la région mais l’exploitation minière est essentiellement artisanale.

### Secteur secondaire
Une usine de décorticage du coton, gérée par la société SORIZCI, est installée dans la région, à Toumbokro. On y trouve également quelques scieries de bois ainsi que 46 unités artisanales de traitement du riz.
La ville abrite d'importants dépôts de stockage des hydrocarbures gérés par la GESTOCI.
Il est envisagé, par l'Agence ivoirienne de promotion de l'hévéaculture (Aiph), d'y construire une usine de traitement du latex.

### Secteur tertiaire
Comme dans tous les pays du tiers monde en voie de développement, une grande partie de l'économie de la ville se situe dans le domaine que les économistes ont baptisé d'économie informelle avec ses nombreux « petits métiers ».

#### Commerce
La ville est équipée d'un marché dont l'activité est quotidienne et où les villageois des alentours viennent s'approvisionner et y vendre leur production. Ce grand marché a été partiellement détruit par un incendie en 2006. La construction d'un nouveau grand marché central est envisagé, en coopération avec la Chine. En revanche, comme beaucoup de villes en Côte d'Ivoire, elle ne dispose pas de supermarché. Le tissu commercial est surtout constitué de vendeurs de produits agricoles, de représentants et concessionnaires d’automobiles ou de machines agricoles, de nombreuses boutiques de détaillants tenues surtout par des ressortissants étrangers, notamment des Sénégalais, Béninois ou Nigérians, qui représentent environ 87 % de l’ensemble des opérateurs, selon le dernier recensement. À la sortie nord de la ville se trouve un important marché aux fruits.

#### Banques
La quasi-totalité des établissements du réseau bancaire ivoirien est représentée à Yamoussoukro : SGBCI, BICICI, BNI (Banque nationale d’investissement), BCEAO (Banque centrale des États de l’Afrique de l’Ouest), CECP (Caisse d’épargne et de chèques postaux), COOPEC (Coopérative d’épargne et de crédit).

## Bâtiments officiels

### Transfert de la capitale
En 1983, l'architecte Pierre Fakhoury est chargé du transfert de la capitale ivoirienne d'Abidjan vers Yamoussoukro. Beaucoup de ces bâtiments se sont détériorés à la fin des années 1990, faute de moyens pour les entretenir en raison de la priorité donnée par l'ancien président Henri Konan Bédié au développement de sa propre ville natale, Daoukro. Le président de la République, Laurent Gbagbo, a toutefois ensuite décidé d'accélérer le transfert effectif de la capitale politique dans cette ville et lance des travaux publics de première importance (prolongement de l'autoroute du nord d'Abidjan à Yamoussoukro, construction de l'hôtel des parlementaires, etc.). Toutefois le transfert sera gelé à nouveau à l'arrivée au pouvoir du président Alassane Ouattara en 2011.

### Institutions et monuments
La ville, devenue capitale sur décision du président Houphouët-Boigny, a été dotée de bâtiments grandioses pour abriter les institutions du pays : la Maison des députés, construite par la Chine, et le palais présidentiel et son lac aux crocodiles.
Le président Houphouët-Boigny a aussi fait construire la fondation Félix-Houphouët-Boigny, la maison du PDCI-RDA (parti unique à l'époque) et un hôtel de ville.
Les 4 principaux bâtiments ayant une valeur hautement symbolique sont situés aux 4 points cardinaux de la ville : la Préfecture au nord, la Fondation au sud, l’Hôtel du président à l’est et la Basilique à l’ouest.

#### Basilique Notre-Dame-de-la-Paix
Yamoussoukro abrite un des plus grands lieux de culte chrétien de la planète, la basilique Notre-Dame-de-la-Paix, bâtie sur 130 hectares et dotée de 8 400 m2 de vitraux dont l'un représente le visage de Félix Houphouët-Boigny, de la climatisation, d'ascenseurs tubulaires dans les colonnes, de marbre et de bois précieux. Elle dépasse de 17 m l’original, Saint-Pierre de Rome, et s’élève à 158 m au-dessus de la végétation environnante. Le sol de son parvis est tout en marbre venu d'Italie et totalise 14 000 m2 de marbre. Avec ses 600 000 m3, elle constitue le plus grand volume jamais sonorisé au monde.
On y accède par une allée de marbre longue d'un kilomètre qui traverse 37 ha de jardins à la française. Elle a été dimensionnée pour accueillir 200 000 personnes, dont 7 000 à l'intérieur et 150 000 sur l'esplanade. Elle a été consacrée par le pape Jean-Paul II le 10 septembre 1990. Cette basilique, que Félix Houphouët-Boigny, face aux critiques suscitées par son édification, disait avoir « financée sur ses deniers personnels », a été offerte par l'État ivoirien au Vatican qui l'a acceptée. Son extraterritorialité a été inscrite dans la constitution ivoirienne.
La ville compte en outre un temple protestant et une mosquée qui ont également été construits à l'initiative de Félix Houphouët-Boigny pour transformer son village natal en symbole de l'œcuménisme officiel. Les travaux de construction de la grande mosquée de Yamoussoukro, commencés en 1963, s'achevèrent en 1968.

### Culture
La ville de Yamoussoukro accueillit le musée Adja Swa, le plus important du pays après le musée national d'Abidjan : On pouvait y contempler masques, instruments de musique, statues baoulés et de multiples objets. Il est toutefois fermé depuis plusieurs années.
La ville abrite le Centre culturel Yaouré.

## Lieux de culte

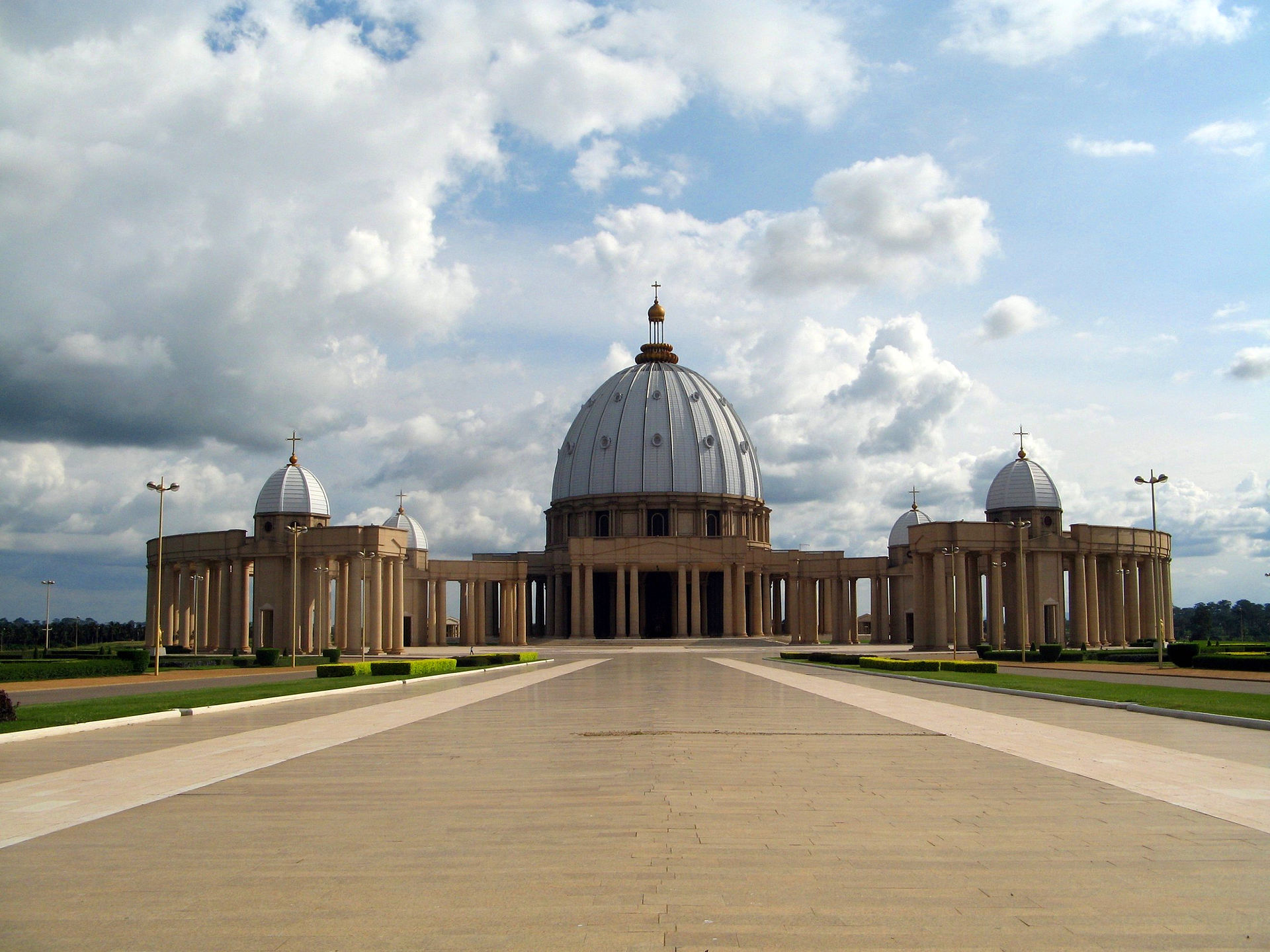
Basilique Notre-Dame de la Paix (Église catholique).

Parmi les lieux de culte, il y a principalement des églises et des temples chrétiens : Diocèse de Yamoussoukro (Église catholique), Église méthodiste unie Côte d'Ivoire (Conseil méthodiste mondial), Union des Églises baptistes missionnaires en Côte d'Ivoire (Alliance baptiste mondiale), Assemblées de Dieu. Il y a aussi des mosquées musulmanes.

## Sport
La ville comporte deux clubs de football, l'US Yamoussoukro, qui évolue en MTN Ligue 2 et la Société omnisports de l'Armée évoluant en MTN Ligue 1 2008. Ces deux clubs disputent leurs matchs sur le terrain du stade municipal.
Elle comporte également un club de rugby à XV, les béliers de Yamoussoukro, un club de handball, le Sports Plus de Yamoussoukro, et est dotée d'un prestigieux golf, dépendant de l'Hôtel Président, qui accueille de nombreuses compétitions internationales.
En 2007, Korhogo a constitué la ville d'arrivée du Tour de l'or blanc remporté par Kouamé Lokossué. En 2008, Yamoussoukro a accueilli une étape de cette épreuve : l'étape Bouaflé-Yamoussoukro, étape contre la montre par équipes, qui a été remportée pas l'AS CAVEL de Koumassi.
Yamoussoukro accueillera des matches de la Coupe d'Afrique des nations 2023 dans un nouveau stade d'une capacité de 20 000 personnes situé en face du lycée scientifique de Yamoussoukro.

## Infrastructures

### Infrastructures dans la ville
L'aéroport international de Yamoussoukro met Abidjan à 1 h 30 min de vol. Depuis le déclenchement de la crise, il demeure l'une des cinq plateformes de transport aérien encore desservies en Côte d'Ivoire avec celles d'Abidjan, de San-Pédro, de Daloa et de Tabou. Par deux fois, un Concorde y est venu (pour des vols présidentiels spéciaux, avec François Mitterrand à bord).
Une autoroute relie la capitale économique, Abidjan, via les villes de Toumodi et Tiassalé à Yamoussoukro. Les premiers travaux avaient débuté en 1975, avec la réalisation de 60% de l'autoroute (140 km sur une longueur totale de 230) inaugurée en 1981. Les travaux pour les 90 km restants ont été lancés sous le mandat du président Laurent Gbagbo en 2007, sans être terminés, en raison de la crise politico-militaire ayant touché le pays de 2002 à 2011. Finalement terminée et inaugurée en 2014, le prolongement de l'autoroute jusqu'à Yamoussoukro long de 87 km aura coûté 136 milliards de Franc CFA (dont 42% financé par l'État Ivoirien, 43% par la Banque Arabe du Développement Economique de l'Afrique et le reste par d'autres acteurs et partenaires), 32 ans après l'inauguration du premier tronçon.
Lors de son inauguration, le président Alassane Dramane Ouattara indique que "l'autoroute sera prolongée pour relier la ville de Bouaké dans le cadre d'un vaste projet de connexion autoroutière allant jusqu'à Ouagadougou au Burkina Faso".
Grâce à des routes bitumées en bon état, des autocars de différentes compagnies assurent le voyage régulier aller-retour de Yamoussoukro vers les autres villes ivoiriennes, notamment Korhogo et Ferkessédougou vers le nord, Gagnoa, Oumé, Sinfra et Daloa vers l'ouest, San-Pédro vers le sud-ouest. Les villes voisines plus proches sont aussi reliées à Yamoussoukro à l'aide de taxis-brousse allant de neuf à vingt-deux places assises et des gbakas.
Le transport intra-urbain des populations est assuré par des taxis dont le nombre est estimé à 700,. Depuis la gare routière, des compagnies de bus et des taxis-brousse relient la ville aux localités voisines.

### Infrastructures dans le département
Dans tout le département, 261 kilomètres de routes sont bitumés pour 1 800 kilomètres de pistes en latérite. Il est vrai que, dans cette région du monde, le coût d'un kilomètre de bitume est estimé, en moyenne, à cent millions de Francs CFA, soit environ 1,6 million d'euros. Sur les 169 localités rurales que compte le département, 88 sont électrifiées. Certains des villages qui ne disposent pas de l'électricité se dotent de groupes électrogènes.
Le barrage de Kossou, sur le Bandama Blanc, avec une retenue d'eau aussi vaste que le lac Léman et dont la construction, à partir de 1969, a nécessité le déplacement de 100 000 personnes, notamment vers le sud du pays, dans la région de San-Pédro, se situe à 40 km de la ville. Il constitue la plus grande source d'électricité du pays. Grâce en particulier à ce barrage, la Côte d'Ivoire produit la totalité de l'électricité qu'elle consomme et en exporte vers les pays voisins, Ghana, Togo, Bénin, Mali et Burkina Faso, grâce à l'interconnexion des réseaux,.

## Région

### Parcs
Le parc animalier d’Aboukouamékro, étendu sur 20 430 hectares, qui abrite des rhinocéros, des girafes, des buffles, des bubales, des antilopes, particulièrement des guib harnachés et des cobes de Buffon, et de nombreuses autres espèces animales se situe à 50 km au nord de Yamoussoukro. Le parc s'est donné pour objectif à la fois la protection des espèces animales sauvages menacées et la rentabilité commerciale : les promoteurs du projet espèrent créer une grande zone de tourisme, à l'exemple des réserves de l'Est africain. Il y a été introduit des girafes et des rhinocéros, espèces qui avaient complètement disparu du pays. Cependant, le parc est soumis à un braconnage intensif : les spécialistes estiment entre 275 à 300 les gibiers qui y sont quotidiennement prélevés pour l’approvisionnement des maquis.
Le parc de la Marahoué, d'une superficie de 101 000 hectares et classé au patrimoine mondial de l'UNESCO se situe également dans la région, près de Bouaflé. Il réunit les paysages de savane et ceux de la forêt vierge et il abrite de nombreuses espèces animales, notamment des éléphants, des cynocéphales, des crocodiles, des antilopes (cobe de Buffon, cobe de fassa, céphalophes), des bubales, des hippopotames, des babouins, des panthères, des civettes, des phacochères, ainsi que plus de trois cents espèces d'oiseaux. On y trouve aussi du bois d'iroko qui est utilisé en particulier pour la fabrication des jeux d'awalé. Il est toutefois sujet, comme la plupart des parcs du pays, à deux types de menaces : le braconnage et la recherche de l'or. Depuis quelques années, des populations se sont installées au cœur du parc, ce qui a conduit à la destruction d'arbres protégés et à la chasse non autorisée aux agoutis et aux gazelles qui sont ensuite revendus aux tenancières des maquis.
La région des lacs compte également six forêts classées totalisant 22 310 hectares, toutes localisées dans le département de Yamoussoukro. Ces forêts classées sont régulièrement menacées par les feux de brousse allumés à des fins de chasse tous les ans pendant la saison sèche.

### Fleuves
Au nord-ouest de la ville, le Bandama est formé par la rencontre du Bandama blanc qui prend sa source au nord de Korhogo et se jette dans le lac Kossou, et de la Marahoué (aussi désignée sous le nom de Bandama rouge) qui prend sa source en pays Malinké. Le Bandama poursuit ensuite au sud pour former le lac Taabo avant de se jeter dans le golfe de Guinée à Grand-Lahou.

### Villages

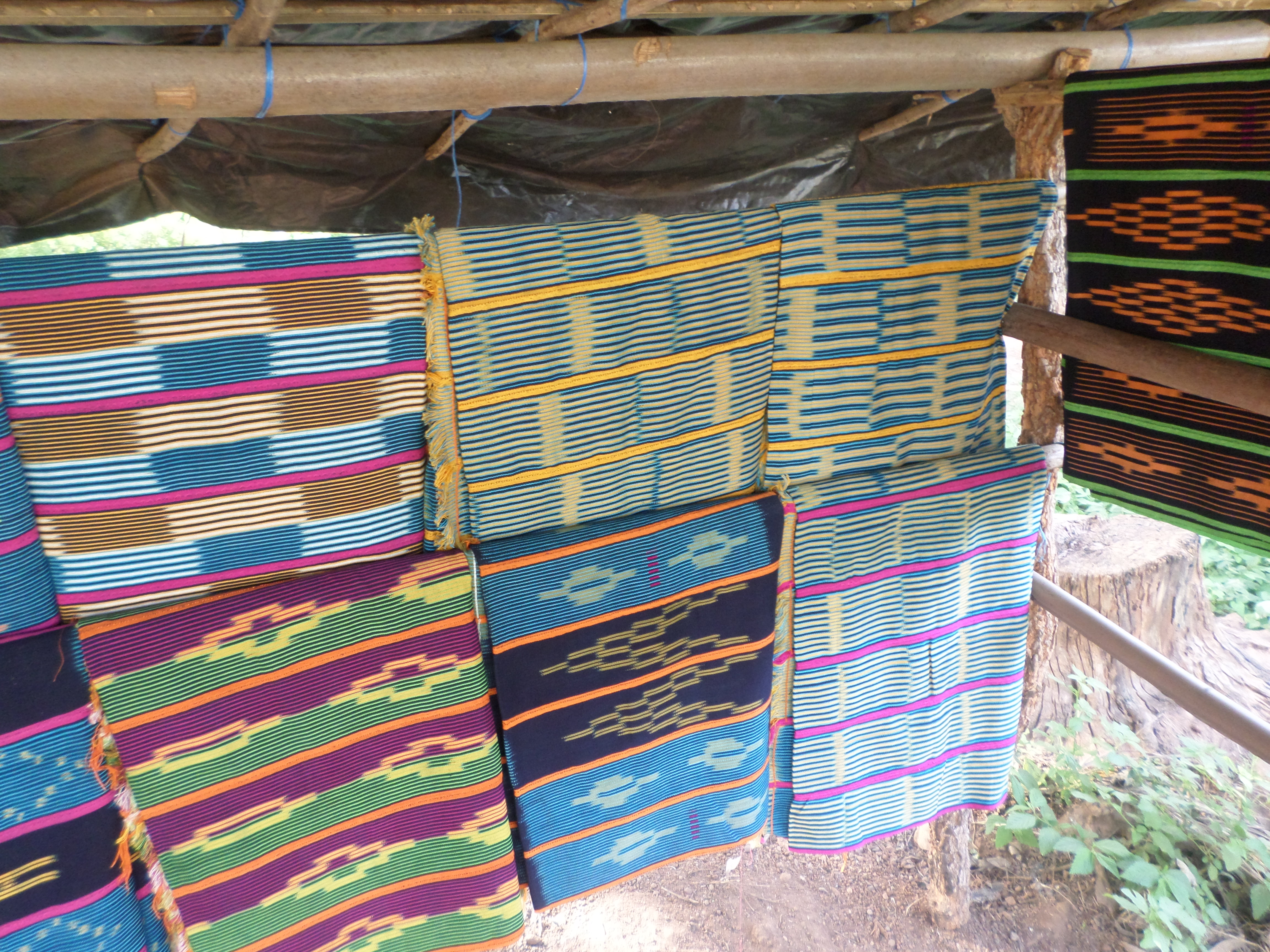
Pagnes baoulé de Yamoussoukro.

Parmi les 169 localités du district de Yamoussoukro, figurent les villages de Lolobo, Toumbokro, Ouffoué-diékro, Assanou, N'gbessou, Zatta, ou encore :
- Sakiéaré est un village de tisserands ;
- N'Gatta Dolikro est réputé pour la fabrication de bijoux ;
- Kondéyaokro, village de tisserands, est de surcroît très réputé pour ses danseurs Goly ;
- Bocabo compte une coopérative de papaye avec des champs irrigués par une moto-pompe ;
- Kami, situé à 7 km de Yamoussoukro, est le berceau de la famille de l'ancien président Félix Houphouët-Boigny[64] ;
- Bomizambo, lieu de naissance de Germain Coffi Gadeau, est réputé pour la confection de pagnes traditionnels Baoulé ;
- Morofé village du premier ministre Charles Konan Banny, situé a 2 km de la résidence privé de feu le président Félix Houphouët-Boigny.
- Sanhourikro, fief du peuple Baoulé de Yamoussoukro

### Traditions
Les traditions de nombreuses sociétés ivoiriennes sont orientées autour de l'association humaine trouvée autour de leurs membres à leur naissance. Il en résulte un culte des ancêtres et un respect du passé. La tradition orale est très développée : les griots, dont c'est la fonction sociale principale, constituent la mémoire des villages et transmettent l'histoire de la région de génération en génération. Les conflits et les problèmes de famille ou de voisinage sont souvent résolus en prenant conseil auprès des anciens, réputés « sages », réunis au pied de l'arbre à palabres, souvent un baobab, qui trône dans chaque village. Le mot « vieux » n'est pas péjoratif, bien au contraire : il désigne les « anciens » qui ont acquis la « sagesse ». C'est la raison pour laquelle leurs « décisions » sont considérées comme avisées et sont suivies d'effet, même si elles n'ont pas de valeur légale.

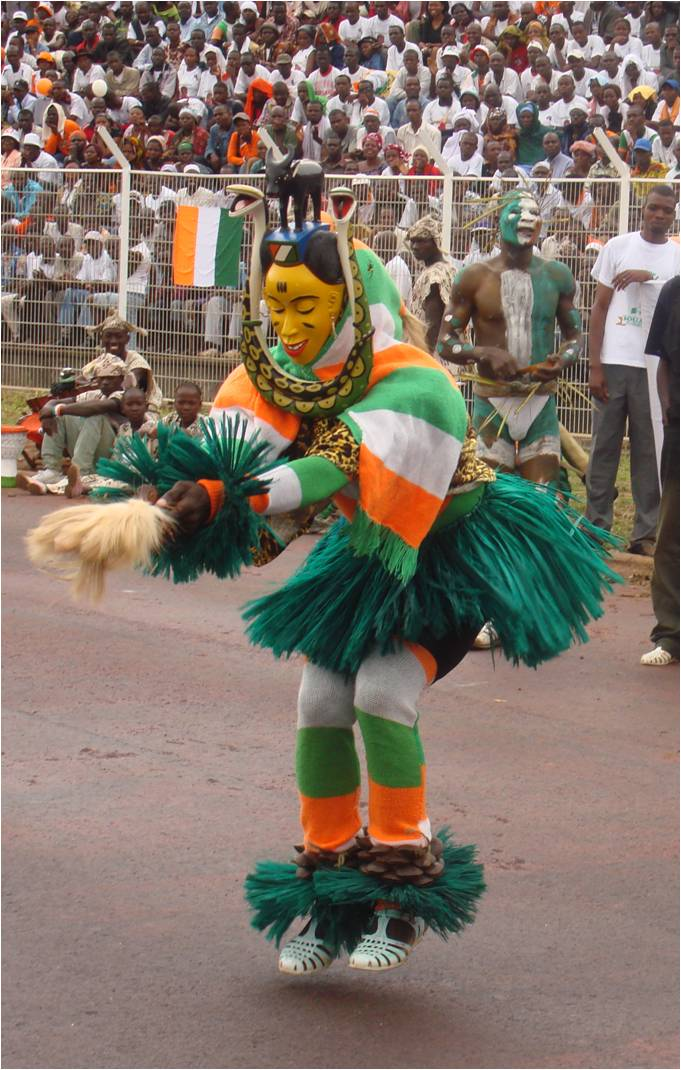
Masque Zaouli.

Dans la plupart des villages sont organisées des cérémonies pour « chasser le Kodiahou ». En baoulé, le Kodiahou est le malfaisant qui, par ses paroles et ses actes, s'ingénie à ébranler la structure sociale et les ententes entre les individus et les entités, dans l'unique but de nuire ou pour son propre intérêt.
Les danses Zaouli et Goly sont très pratiquées dans les villages de la région, bien qu'étant des danses Gouros. Elles ont en fait été adoptées par une grande partie de la population ivoirienne et par les Baoulés vers 1910.
Les masques revêtent une grande importance et sont associés à une danse spécifique : les masques-heaumes en forme de gros animaux sont appelés Banun Amuin (amuin de la forêt) ou Amuin Yaswa (amuin mâle). Le terme Amuin désigne un art religieux qui englobe tous les pouvoirs et les objets soumis au sacrifice sanglant (en général des poulets) et qui peut entraîner la mort de quiconque offenserait ses lois. La forme de ces masques, leurs noms et l'ordre des danses où ils sont portés varient d'un village à l'autre, mais ils ne doivent pas être vus par les femmes et les étrangers. Leurs danses, exécutées lors des funérailles des hommes ou pour assurer la protection du village, durent en général toute la nuit. Ils ont leurs sanctuaires dans la forêt. Les masques Bonun Amuin, ou Amuin Yaswa, « Dieux des hommes », ainsi que les observances religieuses qui leur sont associées, sont identifiées à la virilité, à la forêt, à la rudesse de la nature. Ils personnifient la nature dangereuse et implacable.
Parallèlement au développement rapide des hautes technologies de télécommunication, le tam-tam demeure traditionnellement utilisé pour transmettre les nouvelles de village à village.

## Personnalités liées à la région
- Abla Pokou
- Germain Coffi Gadeau
- Félix Houphouët-Boigny
- Charles Konan Banny
- Martine Yabré

## Jumelages
- Luzarches ( France)
- Koudougou ( Burkina Faso, en projet)